# Blodfasan
Blodfasan (Ithaginis cruentus) är en asiatisk fågel i familjen fasanfåglar inom ordningen hönsfåglar.

## Utseende och läte
Blodfasanen är en rätt liten (hane 44-48 cm, hona 39,5-42) och rapphönelik, tofsförsedd fasan med röda ben och röd bar hud kring ögat. Hanen är vitstreckat grå ovan, ljust grönaktig under och blodröd på strupen och delar av stjärten, ibland även i olika mängd på bröstet. Honan har grå tofs och nacke, rostorange ansikte, mörkbrun ovansida och rostbrun undersida. De olika underarterna (se nedan) varierar i mönstret av svart och rött i ansiktet och utbredningen av det röda på bröstet. Revirlätet är en egendomlig serie hesa skrik  som i engelsk litteratur återges "glee-glee-keweee!-keweee!-keweee!".

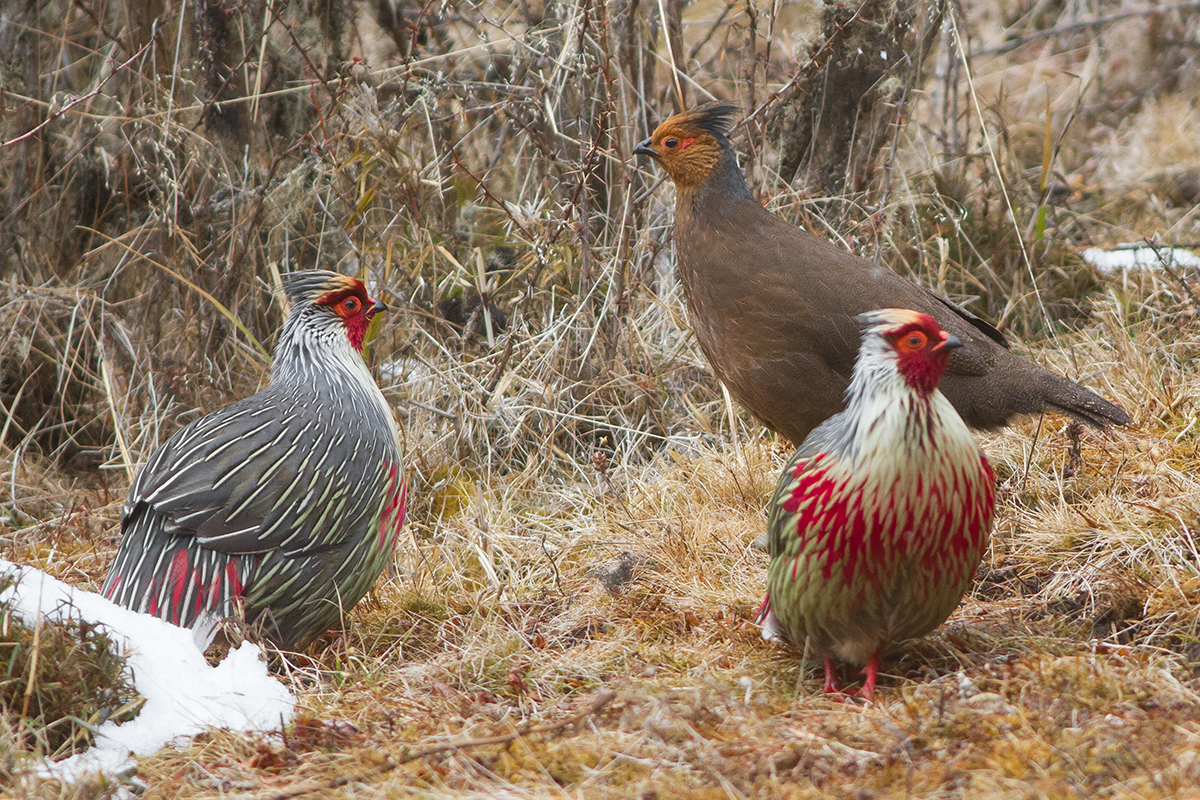
Två hanar och en hona blodfasan i Nepal.

## Utbredning och systematik
Blodfasanen placeras som enda art i släktet Ithaginis. Den delas in i 14 underarter med följande utbredning:
- Ithaginis cruentus cruentus – norra Nepal och nordvästra Bhutan
- Ithaginis cruentus affinis –  Sikkim
- Ithaginis cruentus tibetanus – östra Bhutan och södra Tibet
- Ithaginis cruentus kuseri – nordöstra Indien (övre Assam) och sydöstra Tibet
- Ithaginis cruentus geoffroyi – västra Kina (västra Sichuan) och sydöstra Tibet
- Ithaginis cruentus marionae – nordvästra Yunnan i Kina och nordöstra Myanmar
- Ithaginis cruentus rocki – Mekongdalen i nordvästra Yunnan
- Ithaginis cruentus holoptilus – Likiangdistriktet i Yunnan
- Ithaginis cruentus clarkei – bergstrakter i Likiang i nordvästra Yunnan
- Ithaginis cruentus michaelis – Nan Shan-bergen i nordvästra Gansu
- Ithaginis cruentus beicki – nordöstra Qinghai och angränsande Gansu
- Ithaginis cruentus berezowskii – bergstrakter i södra Gansu och norra Sichuan
- Ithaginis cruentus annae – bergstrakter i nordvästra Sichuan
- Ithaginis cruentus sinensis – Tsinlingbergen i södra Shaanxi och sydvästra Hunan

Underarten holoptilus inkluderas ofta i rocki och annae i berezowskii.

## Levnadssätt
I Nepal återfinns arten i höglänta rhododendronsnår och andra typer av buskmarker på 3200 till 4500 meters höjd. Vintertid söker den sig till lägre regioner ner till 2500 meter över havet, varierande geografiskt och efter väderlek. Arten lever huvudsakligen av mossa, löv och grässkott, men har även noterats äta insekter. Fågeln lägger ägg från mitten av april till slutet av juni, varav de flesta bon hittas i maj.

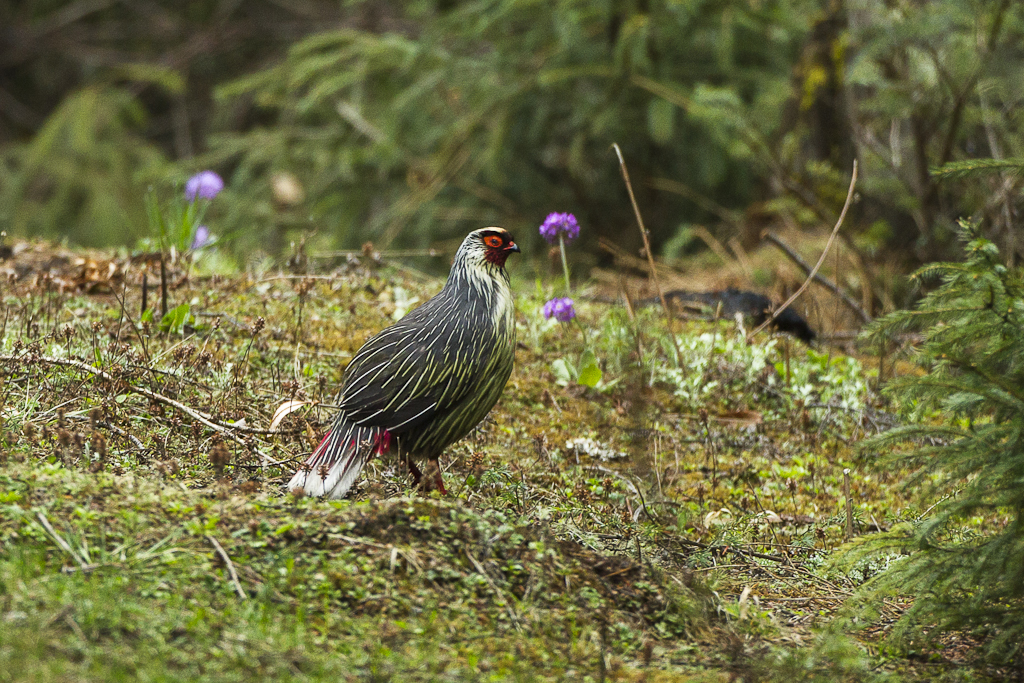
Blodfasan i Bhutan.

## Status och hot
Arten har ett stort utbredningsområde och en stor population, men tros minska i antal på grund av habitatförlust och jakt, dock inte tillräckligt kraftigt för att den ska betraktas som hotad. Internationella naturvårdsunionen IUCN kategoriserar därför arten som livskraftig (LC).